# Pilotwings 64
Pilotwings 64 è un videogioco per Nintendo 64, commercializzato per la prima volta in Giappone nel 1996 insieme alla console, al suo debutto, e a Super Mario 64. Il gioco fu sviluppato da Nintendo e dal gruppo Paradigm Simulation ed è il sequel di Pilotwings per SNES.
Pilotwings 64 è un simulatore di volo che mette il giocatore nei panni di uno dei sei piloti che cercano di ottenere la licenza di pilota in diverse discipline di volo. I mezzi disponibili sono il girocottero, il jet pack e il deltaplano. Sono inoltre disponibili quattro discipline bonus: il paracadutismo, la palla di cannone umana, gli stivali a molla (Jumper Hopper) e la modalità libera (Birdman suit).

## Modalità di gioco
Pilotwings 64 è un simulatore di volo in 3D nel quale il giocatore deve superare delle sfide che coinvolgono diversi veicoli e discipline. Prima di ogni missione, il giocatore deve scegliere uno dei sei personaggi, ognuno dei quali ha punti di forza differenti a seconda di fattori come il loro peso. Le prove presentate al giocatore richiedono di completare un obiettivo, al fine di ottenere una licenza. In ogni evento, i punti vengono assegnati o sottratti in base a diversi fattori come il tempo impiegato, i danni subiti, la quantità di benzina consumata, la precisione, l'atterraggio, o criteri simili. Al termine di ogni prova, il giocatore viene premiato con una licenza di bronzo, d'argento, o d'oro, in base al numero di punti ottenuti. Ogni prova superata, permette al giocatore di sbloccare nuovi livelli, di difficoltà sempre maggiore.
In Pilotwings 64 sono presenti tre discipline principali necessarie per completare il gioco, ognuna delle quali ha differenti obiettivi e controlli, incentrati sulla levetta analogica del controller. La prima, che prevede l'utilizzo del deltaplano, di solito richiede al giocatore di volare attraverso una serie anelli di segnalazione sospesi nell'aria, oppure di scattare una fotografia di uno o più particolari dello scenario, prima di atterrare nell'area indicata. I movimenti del giocatore sono condizionati dal vento, egli può infatti guadagnare altitudine volando attraverso delle correnti ascensionali. Nella seconda disciplina il giocatore fa uso della cintura razzo (rocket belt), un jet pack che permette di muoversi, guadagnare quota, inclinarsi, ruotare e librare nell'aria, usando i razzi equipaggiati alla cintura. L'obiettivo consiste nel volare attraverso degli anelli sospesi nell'aria, scoppiare dei palloni o attraversare un percorso (come una grotta) prima di atterrare.
La terza disciplina, che consiste nell'utilizzo del girocottero, sfida il giocatore in diverse prove come seguire un sentiero di anelli, o distruggere degli obiettivi con i missili equipaggiati nel veicolo. Inoltre Pilotwings 64 è caratterizzato da alcune discipline bonus che possono essere sbloccate completando le missioni principali e nelle quali si possono ottenere delle medaglie. Queste discipline includono il paracadutismo, la palla di cannone umana e gli stivali a molla (Jumble Hopper), che permettono al giocatore di effettuare dei salti attraverso il livello per raggiungere la zona di atterraggio. Infine, Pilotwings 64 offre una modalità libera (Birdman mode), che consente al giocatore di esplorare liberamente gli scenari del gioco, divisi tra le sue quattro isole. Una delle isole è ispirata agli Stati Uniti, e presenta delle ricostruzioni di famose pietre miliari come la Statua della Libertà, il Monte Rushmore e le principali città come Los Angeles, Chicago e New York.